# Пентакозан
Пентакозан — органическое соединение, углеводород из класса алканов с формулой C25H52. Бесцветные кристаллы, нерастворимые в воде, слабо растворимые в спирте.

## Химические свойства
Как и все органические вещества, пентакозан вступает в реакцию горения:
C25H52 + 38O2 {\displaystyle \rightarrow } 25CO2 + 26H2O
Так как пентакозан относится к классу алканов, то он будет участвовать во всех реакциях, характерных для данного класса веществ (крекинг, окисление, дегидрирование и т.д.)

## Изомерия
Для пентакозана теоретически возможно 36 797 588 структурных изомеров.